# Joakim Vigelius
Joakim Mikael Vigelius, född 30 januari 1997 i Ylöjärvi, är en finländsk politiker (Sannfinländarna). Han är ledamot av Finlands riksdag sedan 2023.
Vigelius blev invald i riksdagsvalet 2023 med 10 113 röster från Birkalands valkrets.